# Mario García Parada
Mario García (Chiclana de la Frontera, Cádiz, 23 de julio de 1997) es un futbolista español. Juega de centrocampista y actualmente forma parte de la plantilla del Hercules C.F. de la Primera Federación.

## Trayectoria
Se forma en la cantera del Chiclana CF. El centrocampista se mantuvo jugando por Andalucía hasta el 2020, cuando se marchó al C. D. Toledo. Tras un año lo ficha el C. D. Navalcarnero de Segunda RFEF. En este club juega 27 partidos, 1 gol y 1 asistencia.
En 2022 llegó al Rayo de Majadahonda, club que milita en Primera Federación.
El 4 de juio de 2024, pasa a formar parte de la plantilla del Hercules C.F.
| Club                                  | País   | Años      |
| ------------------------------------- | ------ | --------- |
| Chiclana Club de Fútbol               | España | 2016      |
| Balón de Cádiz                        | España | 2016-2018 |
| Rayo Cantabria                        | España | 2018      |
| Conil Club de Fútbol                  | España | 2018-2019 |
| Club Deportivo Toledo                 | España | 2019-2020 |
| Club Deportivo Artístico Navalcarnero | España | 2020-2021 |
| Club de Fútbol Rayo Majadahonda       | España | 2021-2023 |
| Algeciras Club de Fútbol              | España | 2023-2024 |
| Hercules Club de Fútbol               | España | 2024-act  |